# Matt Beechey
Matt Beechey (ur. 4 marca 1977 w Worcester) – brytyjski wioślarz.

## Osiągnięcia
- Mistrzostwa Świata Juniorów – Poznań 1995 – dwójka podwójna – 14. miejsce[1].
- Mistrzostwa Świata – Aiguebelette 1997 – dwójka podwójna wagi lekkiej – 14. miejsce[1].
- Mistrzostwa Świata – Kolonia 1998 – dwójka podwójna wagi lekkiej – 14. miejsce[1].
- Mistrzostwa Świata – Zagrzeb 2000 – ósemka wagi lekkiej – 2. miejsce[1].
- Mistrzostwa Świata – Lucerna 2001 – ósemka wagi lekkiej – 5. miejsce[1].
- Mistrzostwa Świata – Sewilla 2002 – czwórka podwójna wagi lekkiej – 4. miejsce[1].
- Mistrzostwa Świata – Mediolan 2003 – ósemka wagi lekkiej – 6. miejsce[1].
- Mistrzostwa Świata – Eton 2006 – czwórka bez sternika wagi lekkiej – 5. miejsce[1].
- Mistrzostwa Świata – Monachium 2007 – dwójka bez sternika wagi lekkiej – 5. miejsce[1].
- Mistrzostwa Świata – Linz 2008 – czwórka podwójna wagi lekkiej – brak[1][2].